# Pentimento (film, 1989)
Pour les articles homonymes, voir Pentimento.
Pour plus de détails, voir Fiche technique et Distribution.
Pentimento est un film français de 1989 réalisé par Tonie Marshall.

## Synopsis
Lorsque sa mère, quelque peu portée sur la bouteille, lui apprend que son père vient de mourir, Lucie reçoit un sacré choc. Elle qui ne l'a jamais connu se précipite au cimetière, mais assiste par erreur à un autre enterrement, celui d'un milliardaire. Là, elle fait la connaissance de Charles, le fils du mort, qu'elle prend pour son demi-frère…

## Fiche technique
- Genre : comédie
- Pays  :  France
- Durée : 90 minutes
- Musique : Steve Beresford

## Distribution
- Antoine de Caunes
- Patricia Dinev
- Magali Noël
- Laurence César
- Etienne Bierry
- Jean-Pierre Jorris : Claude
- Frédéric Pottecher
- Micheline Dax
- Nini Crépon
- Ronny Coutteure
- Natacha Amal
- Michel Muller
- Jacques Nolot
- Dominique Senati